# Stanclewo
Stanclewo (niem. Stanislewo, 1931–1945 niem. Sternsee) – wieś w Polsce położona w województwie warmińsko–mazurskim, w powiecie olsztyńskim, w gminie Biskupiec. Wieś leży nad jeziorem Jełmuń. Miejscowość znajduje się w historycznym regionie Warmia.

## Części wsi
| SIMC    | Nazwa   | Rodzaj    |
| ------- | ------- | --------- |
| 0471886 | Ptaszki | część wsi |
| 0471892 | Zawada  | część wsi |

## Historia
Nazwy wsi: Stenczeldorff – 1587, Stanisławowo – 1597, Stanisławowa – 1609, Stanisławow – 1615, Stanzlewen – 1657, Sternsee – 1931.
We wsi znajduje się wczesnośredniowieczne grodzisko.
Wieś na 55 włókach założył w 1569 roku biskup warmiński Stanisław Hozjusz. W XVIII w. właścicielem Stanclewa był Zygmunt Zeyguth Stanisławski. Znany on był z bogatych ofiar na rzecz odbudowy parafialnego kościoła w Biskupcu po pożarze w 1766 roku. Był on przedstawicielem rodu Stanisławskich z Mołdyt.
W Stanclewie w 1907 wybudowano kościół, który formalnie został siedzibą samodzielnej parafii od lutego 1910 r. Parafia św. Józefa w Stanclewie należy do dekanatu biskupieckiego.
W czasie plebiscytu w 1920 za Prusami oddano tu 360 głosów, a za Polską 182.
Po 1945 wieś sołecka i siedziba leśnictwa.
W latach 1946–1975 miejscowość administracyjnie należała do tzw. „dużego” województwa olsztyńskiego, a w latach 1975–1998 – do tzw. „małego” województwa olsztyńskiego.
Na przełomie lat 80. i 90. XX w. w kilku domach należących do hipisa Marcina Millera powstała punkowa komuna, w której mieszkali członkowie zespołów Armia i Izrael, m.in. Tomasz Budzyński, Robert Brylewski i Krzysztof Banasik. W niej mieściło się studio nagraniowe Złota Skała prowadzone przez Brylewskiego. W 1990 roku powstała tu płyta Legenda, grupy Armia.

## Oświata
Szkoła w Stanclewie powstała w 1827, uczono w niej po polsku, uczęszczało do niej 38 uczniów. W roku 1853 było już tu 108 uczniów, uczono po niemiecku, a religii po polsku. Nauczycielem religii był Ignacy Kisielnicki. Niemiecka szkoła w 1935 r. miała 4 nauczycieli i 142 uczniów.
W 1929 w Stanclewie powstało polskie przedszkole, które funkcjonowało do wybuchu II wojny światowej. Polska szkoła otwarta została tu 1 września 1930 i funkcjonowała do 1939 roku. W szkole było od 10 do 16 uczniów ze Stanclewa i Bredynek. Nauczycielami tej szkoły byli: Władysław Stachowski, Lucjan Latosiński, Bronisław Chabowski, Leon Kauczor, Stanisław Budych i Joachim Kokowski. Szkoła funkcjonowała pomimo presji władz administracyjnych na rodziców. Istnienie polskiej szkoły przypomina tablica pamiątkowa umieszczona na budynku dawnej szkoły.
W 1886 roku utworzono biblioteczkę Towarzystwa Czytelni Ludowych. Polska biblioteka w Stanclewie funkcjonowała do 22 sierpnia 1939 r.
Po II wojnie światowej szkoła podstawowa w Stanclewie uruchomiona została 1 września 1945 roku.

## Zabytki
- Kościół św. Józefa z 1907 roku
- Plebania z 1907 roku
- Grodzisko średniowieczne, nr. rej AA – 149 z 30.12.1995 r.
- Szkoła polska z 1930 roku

## Inne
Mieszkańcy: w 1820 – 389 osób, w 1848 – 656, w 1939 – 934, w 1998 – 416.
W Stanclewie w 1905 r. urodził się Jan Lubomirski.